# Route nationale 520
Pour les articles homonymes, voir Route 520.
La route nationale 520, ou RN 520, est une route nationale française composée depuis 2006 de deux sections distinctes dans l'agglomération de Limoges. 
La première comprend la voie rapide urbaine de Limoges qui relie l'autoroute A20 à la route nationale 21 en longeant la Vienne (environ 3,5 km), et la seconde correspond à la voie de contournement nord-ouest de Limoges de 14 km (initialement D 2000 construite par le Conseil général de la Haute-Vienne).
Les deux portions de la N 520 permettent d'assurer la continuité du réseau routier national, géré par la direction interdépartementale des Routes Centre-Ouest, entre l'A20 et la N21 d'une part (vers Périgueux), et entre l'A20 et la N141 d'autre part (vers Angoulême).
Avant la réforme de 1972, la RN 520 était une route des départements de l'Isère et de la Savoie, qui reliait Les Éparres aux Échelles ; ce tracé a été déclassé en RD 520 dans l'Isère et en RD 920 dans la Savoie. De fait, la N 520 a cessé d'exister entre 1972 et 1992.

## Historique des tracés

### Ancien tracé des Éparres aux Échelles (D 520)
Les communes traversées sont:
- Biol
- Montrevel
- Châbons
- Burcin
- Apprieu
- La Murette
- Voiron
- Saint-Étienne-de-Crossey
- Saint-Joseph-de-Rivière
- Saint-Laurent-du-Pont
- Entre-deux-Guiers
- Les Échelles

### Tracé de 1992 à 2006 à Limoges
- échangeur N° 30 de l'A 20
- Boulevard Robert Schuman
- Avenue du Général Leclerc
- Boulevard des Arcades
- Boulevard du Vigenal
- puis voie rapide urbaine (boulevard du Mas-Bouyol, de Vanteaux, Bel-Air, Salvador Allende, Saint-Martial, Louis Goujaud, Port-du-Naveix) jusqu'à l'échangeur 33 de l'A 20 et de la D 29 (section maintenue dans le réseau national).